# Rózsa Péter (szobrász)
Rózsa Péter (Budapest, 1926. április 4. – 2015) szobrász.

## Pályafutása
1960-ban végzett a Magyar Képzőművészeti Főiskolán, ahol mesterei Mikus Sándor és Pátzay Pál voltak. 1960-tól a budapesti Lehel úti Kollektív Műterem munkatársa volt, majd 1969-ben átköltözött a szentendrei művésztelepre. Tanulmányutat tett Oroszországban, Grúziában és Olaszországban. Művei többnyire munkásfigurák, kezdetben természetelvű, majd az 1970-es években már erőteljesen stilizált ember- és gépszobrok, kisplasztikák és monumentális kompozíciók. Életműve túlnyomórészt realista szemléletű, bár elvont, geometrikus elemvariációk dekoratív térformái is megtalálhatók munkái között. Bronzot és követ használt fel alkotásaihoz, az 1970-es évektől pedig krómacéllemezzel is dolgozott.

## Kiállításai

### Egyéni kiállításai
- 1968 • Művelődési Ház, Dunakeszi
- 1972 • Tanács díszterme, Abony • Kék Iskola Galéria, Dunakeszi
- 1973 • Megyei Művelődési Központ, Tata
- 1978 • Lakótelepi Könyvtárklub, Szentendre.

### Válogatott csoportos kiállításai
- 1985 • Szentendrei érmek és kisplasztikák, Művésztelepi Galéria, Szentendre
- 1989 • Téli Tárlat, Magyar Képzőművészek és Iparművészek Szövetsége, Műcsarnok, Budapest
- 1995 • Helyzetkép/Magyar szobrászat, Műcsarnok, Budapest.

## Díjai, elismerései
- Szocialista Kultúráért (1986)